# Psittacula cyanocephala
Il parrocchetto testaprugna (Psittacula cyanocephala (Linnaeus, 1766)) è un uccello della famiglia degli Psittaculidi.È endemico del subcontinente indiano e una volta si pensava fosse conspecifico con il parrocchetto facciarosa (Psittacula roseata), ma in seguito fu elevato al rango di specie. I parrocchetti testaprugna si trovano in branchi, i maschi hanno una testa porpora rosata e le femmine una testa grigia. Volano rapidamente effettuando rapidi cambi di direzione accompagnati dai loro richiami distintivi.

## Descrizione
Il parrocchetto testaprugna è un pappagallo prevalentemente verde, lungo 33 cm con una coda fino a 22 cm. Il maschio ha una testa rossa che sfuma in viola-blu sulla parte posteriore della corona, sulla nuca e sulle guance mentre la femmina ha la testa grigio-bluastra. C'è uno stretto colletto nero e verderame in basso sulla nuca e una striscia nera sul mento che si estende dalla mandibola inferiore. C'è una macchia rossa sulla spalla e la groppa e la coda sono verde-bluastre, quest'ultima con la punta bianca. La mandibola superiore è giallo-arancio e la mandibola inferiore è scura. La femmina ha una testa grigio bluastra opaca e manca del colletto nero e verderame che è sostituito dal giallo. La parte superiore della mandibola è giallo grano e non c'è una striscia nera sul mento o una toppa rossa sulla spalla. Gli uccelli immaturi hanno la testa verde ed entrambe le mandibole sono giallastre. La testa scura viene acquisita dopo un anno. Il delicato aspetto rosso bluastro che ricorda il fiore di una pesca è prodotto da una combinazione di blu dagli effetti ottici prodotti dalle barbe della piuma e da un pigmento rosso nelle barbule. 
Alcuni autori hanno ritenuto che la specie avesse due sottospecie, la nominale dell'India peninsulare (località tipo ristretta a Gingee) e la popolazione pedemontana dell'Himalaya come bengalensis in base al colore della testa nel maschio che è più rosso e meno blu. I lavori più recenti considerano la specie monotipica. 
Il diverso colore della testa e la punta bianca della coda contraddistinguono questa specie dal simile parrocchetto facciarosa (Psittacula roseata). In P. roseata la toppa sulla spalla è di colore marrone rossiccio e la coda, più corta, ha la punta gialla.
Si pensa che una presunta specie di parrocchetto, il cosiddetto parrocchetto intermedio (Psittacula intermedia) sia un ibrido di questo e del parrocchetto testardesia (Psittacula himalayana). 

## Distribuzione e habitat
Il parrocchetto testaprugna è un uccello di foresta e dei boschi aperti, presente anche nei giardini cittadini. Si trovano dalle pendici dell'Himalaya a sud fino allo Sri Lanka. Non si trovano nelle regioni aride dell'India occidentale. A volte sono tenuti come animali domestici e sono stati noti uccelli fuggiti a New York, in Florida e in alcuni luoghi del Medio Oriente.

## Comportamento ed Ecologia
Il parrocchetto testaprugna è una specie gregaria e rumorosa con una gamma di richiami rauchi. Il solito volo e chiamata di contatto è tuink? ripetuto ogni tanto. Il volo è rapido e l'uccello spesso si attorciglia e gira rapidamente. Fa spostamenti locali, spinti principalmente dalla disponibilità dei frutti e dei fiori che costituiscono la sua dieta. Si nutrono di cereali, frutti, petali carnosi dei fiori (Salmalia, Butea) e talvolta razziano campi agricoli e frutteti. La stagione riproduttiva in India va principalmente da dicembre ad aprile e da luglio ad agosto in Sri Lanka. Il corteggiamento include lo sfregamento dei becchi (bill rubbing) e il dono nuziale, in cui un partner cede del cibo all'altro (nuptial gift). Nidifica in buche, cesellate dalla coppia, in tronchi d'albero e depone 4-6 uova bianche. La femmina sembra essere l'unica responsabile dell'incubazione e dell'alimentazione. Si posano in comunità. In cattività può imparare a imitare segnali acustici e brevi fischietti e può parlare molto bene. 
Neoaulobia psittaculae, un acaro della penna, è stato descritto su questa specie. Una specie di Haemoproteus, H. handai, è stata descritta da campioni di sangue del parrocchetto testaprugna.